# Laurent Siebenmann
Laurent Carl Siebenmann (le prénom est parfois orthographié Laurence ou Larry) (né en 1939) est un mathématicien canadien basé à l'université Paris-Sud à Orsay, en France.
Après avoir travaillé plusieurs années comme professeur à Orsay, il devient directeur de recherches au Centre national de la recherche scientifique en 1976. C'est un topologue qui travaille sur les variétés et qui a co-découvert la classe Kirby-Siebenmann.
Il fait ses études de premier cycle à l'Université de Toronto. Il obtient un doctorat de l'université de Princeton sous la direction de John Milnor en 1965 avec la thèse The obstruction to finding a boundary for an open manifold of dimension greater than five. À Orsay il a Francis Bonahon et Albert Fathi comme doctorants.
En 1985, il reçoit le prix Jeffery-Williams de la Société mathématique du Canada. En 2012, il devient membre de l'American Mathematical Society.